# Iași Open 2024 - Qualificazioni singolare femminile
Le qualificazioni del singolare degli Iași Open 2024 sono un torneo di tennis preliminare per accedere alla fase finale della manifestazione disputate il 20 e 21 luglio 2024. Le vincitrici dell'ultimo turno sono entrate di diritto nel tabellone principale. In caso di ritiro di una o più giocatrici aventi diritto, a queste subentrano i Lucky loser, ossia le giocatrici che hanno perso nell'ultimo turno ma che hanno una classifica più alta rispetto alle altre partecipanti che hanno comunque perso nel turno finale.

## Teste di serie
1. Lea Bošković (ultimo turno, lucky loser)
2. Alëna Falej (qualificata)
3. Varvara Lepchenko (qualificata)
4. Séléna Janicijevic (qualificata)
5. Anastasija Tichonova (spostata nel tabellone principale)
6. Dalila Jakupović (primo turno)

1. Julija Avdeeva (ultimo turno)
2. You Xiaodi (primo turno)
3. Marie Benoît (qualificata)
4. Nuria Brancaccio (ultimo turno, lucky loser)
5. Gergana Topalova (qualificata)
6. Sof'ja Lansere (ultimo turno)

## Qualificate
1. Gergana Topalova
2. Alëna Falej
3. Varvara Lepchenko

1. Séléna Janicijevic
2. Marie Benoît
3. Simona Waltert

## Tabellone

### Legenda
| - Q = Qualificato - WC = Wild card - LL = Lucky loser | - ALT = Alternate - SE = Special Exempt - PR = Protected Ranking | - w/o = Walkover - r = Ritirato - d = Squalificato |

### Sezione 1
|  | Primo turno | Primo turno      | Primo turno | Primo turno | Primo turno |  |  | Ultimo turno | Ultimo turno     | Ultimo turno | Ultimo turno | Ultimo turno |  |
|  |             |                  |             |             |             |  |  |              |                  |              |              |              |  |
|  | 1           | Lea Bošković     | 6           | 5           |             |  |  |              |                  |              |              |              |  |
|  | WC          | Irina Fetecău    | 1           | 0           | r           |  |  | 1            | Lea Bošković     | 6            | 3            | 4            |  |
|  | WC          | Natália Szabanin | 6           | 6           | 3           |  |  | 11           | Gergana Topalova | 2            | 6            | 6            |  |
|  | 11          | Gergana Topalova | 7           | 1           | 6           |  |  |              |                  |              |              |              |  |

### Sezione 2
|  | Primo turno | Primo turno      | Primo turno | Primo turno | Primo turno |  |  | Ultimo turno | Ultimo turno   | Ultimo turno   | Ultimo turno | Ultimo turno |  |
|  |             |                  |             |             |             |  |  |              |                |                |              |              |  |
|  | 2           | Alëna Falej      | 3           | 6           | 6           |  |  |              |                |                |              |              |  |
|  |             | Lola Radivojević | 6           | 3           | 4           |  |  | 2            | Alëna Falej    | Alëna Falej    | 6            | 6            |  |
|  |             | Cristina Dinu    | 6           | 3           | 5           |  |  | 12           | Sof'ja Lansere | Sof'ja Lansere | 4            | 2            |  |
|  | 12          | Sof'ja Lansere   | 1           | 6           | 7           |  |  |              |                |                |              |              |  |

### Sezione 3
|  | Primo turno | Primo turno       | Primo turno       | Primo turno | Primo turno |  |  | Ultimo turno | Ultimo turno      | Ultimo turno      | Ultimo turno | Ultimo turno |  |
|  |             |                   |                   |             |             |  |  |              |                   |                   |              |              |  |
|  | 3           | Varvara Lepchenko | Varvara Lepchenko | 6           | 6           |  |  |              |                   |                   |              |              |  |
|  |             | Ilinca Amariei    | Ilinca Amariei    | 3           | 2           |  |  | 3            | Varvara Lepchenko | Varvara Lepchenko | 6            | 6            |  |
|  |             | Seone Mendez      | 1                 | 6           | 2           |  |  | 10           | Nuria Brancaccio  | Nuria Brancaccio  | 3            | 4            |  |
|  | 10          | Nuria Brancaccio  | 6                 | 3           | 6           |  |  |              |                   |                   |              |              |  |

### Sezione 4
|  | Primo turno | Primo turno               | Primo turno               | Primo turno | Primo turno |  |  | Ultimo turno | Ultimo turno       | Ultimo turno | Ultimo turno | Ultimo turno |  |
|  |             |                           |                           |             |             |  |  |              |                    |              |              |              |  |
|  | 4           | Séléna Janicijevic        | Séléna Janicijevic        | 6           | 6           |  |  |              |                    |              |              |              |  |
|  |             | Irene Burillo Escorihuela | Irene Burillo Escorihuela | 2           | 3           |  |  | 4            | Séléna Janicijevic | 4            | 6            | 6            |  |
|  | WC          | Andreea Prisăcariu        | 4                         | 7           | 3           |  |  | 7            | Julija Avdeeva     | 6            | 0            | 2            |  |
|  | 7           | Julija Avdeeva            | 6                         | 65          | 6           |  |  |              |                    |              |              |              |  |

### Sezione 5
|  | Primo turno | Primo turno     | Primo turno | Primo turno | Primo turno |  |  | Ultimo turno | Ultimo turno | Ultimo turno | Ultimo turno | Ultimo turno |  |
|  |             |                 |             |             |             |  |  |              |              |              |              |              |  |
|  | Alt         | Anna Sisková    | 5           | 6           | 62          |  |  |              |              |              |              |              |  |
|  |             | Gabriela Lee    | 7           | 4           | 7           |  |  |              | Gabriela Lee | Gabriela Lee | 3            | 4            |  |
|  | WC          | Georgia Crăciun | 1           | 7           | 0           |  |  | 9            | Marie Benoît | Marie Benoît | 6            | 6            |  |
|  | 9           | Marie Benoît    | 6           | 64          | 6           |  |  |              |              |              |              |              |  |

### Sezione 6
|  | Primo turno | Primo turno      | Primo turno      | Primo turno | Primo turno |  |  | Ultimo turno | Ultimo turno    | Ultimo turno    | Ultimo turno | Ultimo turno |  |
|  |             |                  |                  |             |             |  |  |              |                 |                 |              |              |  |
|  | 6           | Dalila Jakupović | Dalila Jakupović | 4           | 1           |  |  |              |                 |                 |              |              |  |
|  |             | Simona Waltert   | Simona Waltert   | 6           | 6           |  |  |              | Simona Waltert  | Simona Waltert  | 6            | 6            |  |
|  |             | Maria Sara Popa  | Maria Sara Popa  | 6           | 6           |  |  |              | Maria Sara Popa | Maria Sara Popa | 0            | 4            |  |
|  | 8           | You Xiaodi       | You Xiaodi       | 3           | 2           |  |  |              |                 |                 |              |              |  |